# SBB-Reussbrücke Turgi
Die SBB-Reussbrücke Turgi ist eine Eisenbahnbrücke der Bahnstrecke Zürich–Baden–Brugg–Aarau und führt über die Reuss im Kanton Aargau in der Schweiz. Sie ist die zweitälteste noch befahrene Eisenbahnbrücke der Schweiz.
Sie liegt beim Streckenkilometer 28,7 der Linie 710 Zürich HB – Brugg AG der Schweizerischen Bundesbahnen SBB rund 500 m westlich des Bahnhofs Turgi bei der Einmündung der Reuss in die Aare, auf der Gemeindegrenze zwischen Gebenstorf und Windisch und am Auenschutzpark des Kantons Aargau im Wasserschloss der Schweiz.

## Kontext
Die Regierung des Kantons Aargau genehmigte 1854 die Linienführung der Schweizerischen Nordostbahn (NOB) zwischen Baden und Brugg und liess anfangs 1855 die Flösserei und Längsschifffahrt auf der Reuss für vier Monate einstellen, damit die Fundamentarbeiten für die Eisenbahnbrücke Turgi, des wichtigsten Bauwerks der Strecke, ausgeführt werden konnten.

## Der Bau der Brücke
Der Bauvertrag mit den ersten Auftragnehmern, die Herren Wachter & Haug, Bauunternehmer aus Leutkirch im Allgäu, die sich mit der schwierigen Baustelle übernommen hatten, wurde von der Direktion der NOB im Juni 1855 aufgelöst. Die zweispurig ausgelegte Brücke wurde vier Monate später der Arbeitsgemeinschaft Locher, Näff & Jäger (die Firma von Baumeister Johann Jakob Locher und Ingenieur Ferdinand Adolf Naeff mit dem lokalen Baumeister Friedrich Jäger aus Brugg) zur Ausführung übertragen. Sie wurde am 29. September 1856 von der NOB zusammen mit der Bahnlinie vorerst einspurig in Betrieb genommen.

## Die Konstruktionsart der Brücke
Wegen der hohen Gewichte der Züge und deren Brems- und Anfahrlasten wurden im Eisenbahnbau in der Epoche vor dem Eisenbetonbau besonders oft steif und schwingungsarm dimensionierte Steinbrücken, wie sie sich im Strassenbau bewährt hatten, eingesetzt. So auch bei der SBB-Reussbrücke Turgi.
Die Bogenbrücke ist aus Naturstein gemauert. Die Aussenschale besteht aus präzisen Blockhausteinen aus  Muschelkalksandstein und die Füllung aus Bruchsteinen. Durch die schmalen Fugen wirkt die Brücke bereits aus geringer Entfernung wie aus einem Stück. Die Bogen mit grosser Spannweite und geringer Höhe lassen sie leicht und elegant erscheinen.

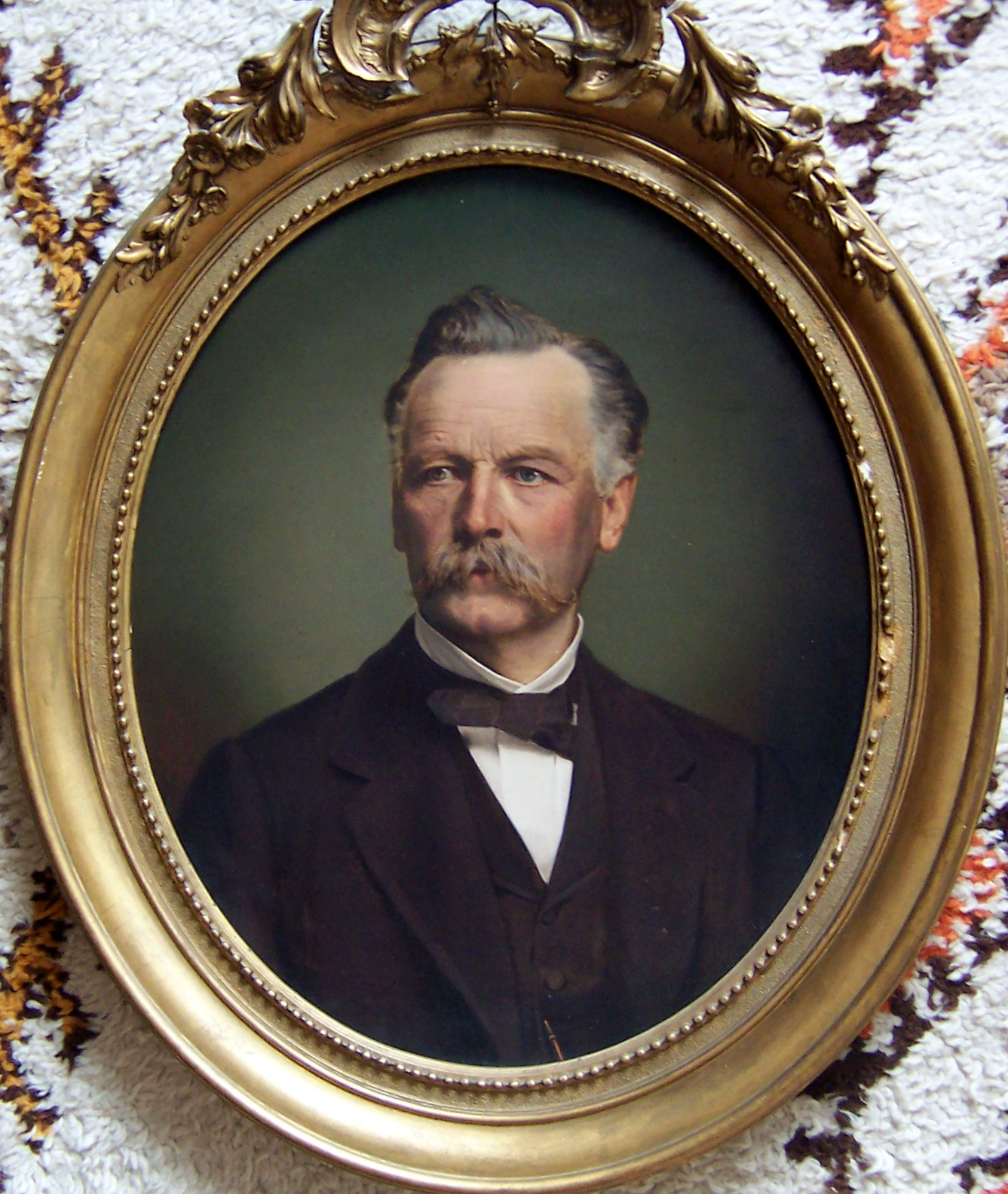
Ferdinand Adolf Naeff

Die Brücke ist 93 m lang und 9,65 m breit bei einer totalen Spannweite von 73 m. Die Masse (Radius = 19,4 m, Bogenhöhe = 3,6 m und Spannweite = 25,2 m) der drei Kreissegmentbogen sind identisch. Die beiden aus Blocksteinen gemauerten, rund 8 m hohen und 3 m breiten Flusspfeiler stehen auf soliden Fundamenten, die tief im Flussbett eingepfählt und mit Bruchsteinblöcken gegen Verkolkung verstemmt sind.

SBB-Reussbrücke Turgi 1993,
mit Re-4/4-II-Zug und Steganbauten
(rechts oben längs und unten quer)

SBB-Reussbrücke Turgi 1948
mit Schnellzugskomposition der SBB
(Re-4/4-I-Lok und Leichtstahlwagen B)
und deutlichen Verwitterungsspuren

## Situation heute
Die Reussbrücke Turgi ist seit der Verstaatlichung der Schweizerischen Nordostbahn am 1. Januar 1902 im Besitz der Schweizerischen Bundesbahnen (SBB).
Diese haben die Bahnstrecke Zürich–Olten 1925 elektrifiziert und dazu auf den Widerlagern der SBB-Reussbrücke Fahrleitungsjoche angebracht. Inzwischen ist im Mittelbogen ein Portalmast dazugekommen.
Im Zweiten Weltkrieg lag die SBB-Reussbrücke im Einsatzbereich der Limmatlinie der Schweizer Armee. Von damals stammen der an der Reussmündung stehende Maschinengewehr-Bunker und die Sprengkammern in beiden Pfeilern.
Die seit 1862, wie beim Bau der Brücke vorgesehen, auf Doppelspur erweiterte Fahrbahn liegt seit 1957 auf einer Fahrbahnplatte aus armiertem Beton. Sie sorgt für die Abdichtung der gleichzeitig renovierten Brücke und erlaubt eine Doppelspur mit den heute gültigen Sicherheitsabständen. Auf ihrer unterwasserseitigen Konsole quert seither ein Fussgängerübergang die Reuss und Stege an den Widerlagern sorgen für freien Durchgang längs ihrer beidseitigen Uferwege.
Der Steg über den Fluss ist Teil des Industriekulturpfades Limmat-Wasserschloss, zu dessen technikgeschichtlichen Monumenten auch die SBB-Reussbrücke Turgi zählt.
Die SBB unterzogen die Fahrbahn 1989 einer umfassenden Erneuerung. Damit war die SBB-Reussbrücke bereit, wieder für viele Jahre den enorm gestiegenen Achslasten, Fahrgeschwindigkeiten und Dichte der Abfolge der heutigen Zugkompositionen standzuhalten.
Die Brücke liegt am Wasserschloss Brugg-Stilli des Kantons Aargau, einem Auengebiet von nationaler Bedeutung.